# Sapareva Banja
Sapareva Banja (Bulgaars: Сапарева баня) is een stad in het westen van Bulgarije in de gelijknamige gemeente in de  oblast  Kjoestendil. De stad Sapareva Banja telde op 31 december 2018 zo’n 3.487 inwoners, terwijl de gemeente Sapareva Banja, waarbij ook de omliggende drie dorpen worden opgeteld, 6.660 inwoners had. De stad ligt 15 km ten oosten van Doepnitsa, aan de voet van het Rilagebergte. De steden  Kjoestendil (57 km) en  Sofia (75 km) liggen ten noorden van de stad Sapareva Banja. De stad staat bekend om de aanwezigheid van heet mineraalwater (103 °C) en helder bergwater, evenals een geiser in het centrum van de stad die in 1957 is ontstaan. In de Romeinse en Oost-Romeinse tijd stond deze plaats waar in 505 Belisarius werd geboren bekend onder de naam Germania.
De drie omliggende dorpen die tot de gemeente Sapareva Banja behoren, zijn :
- Ovchartsi, Saparevo en Resilovo.[2]

## Geboren
- Belisarius (505-565), Oost-Romeins generaal

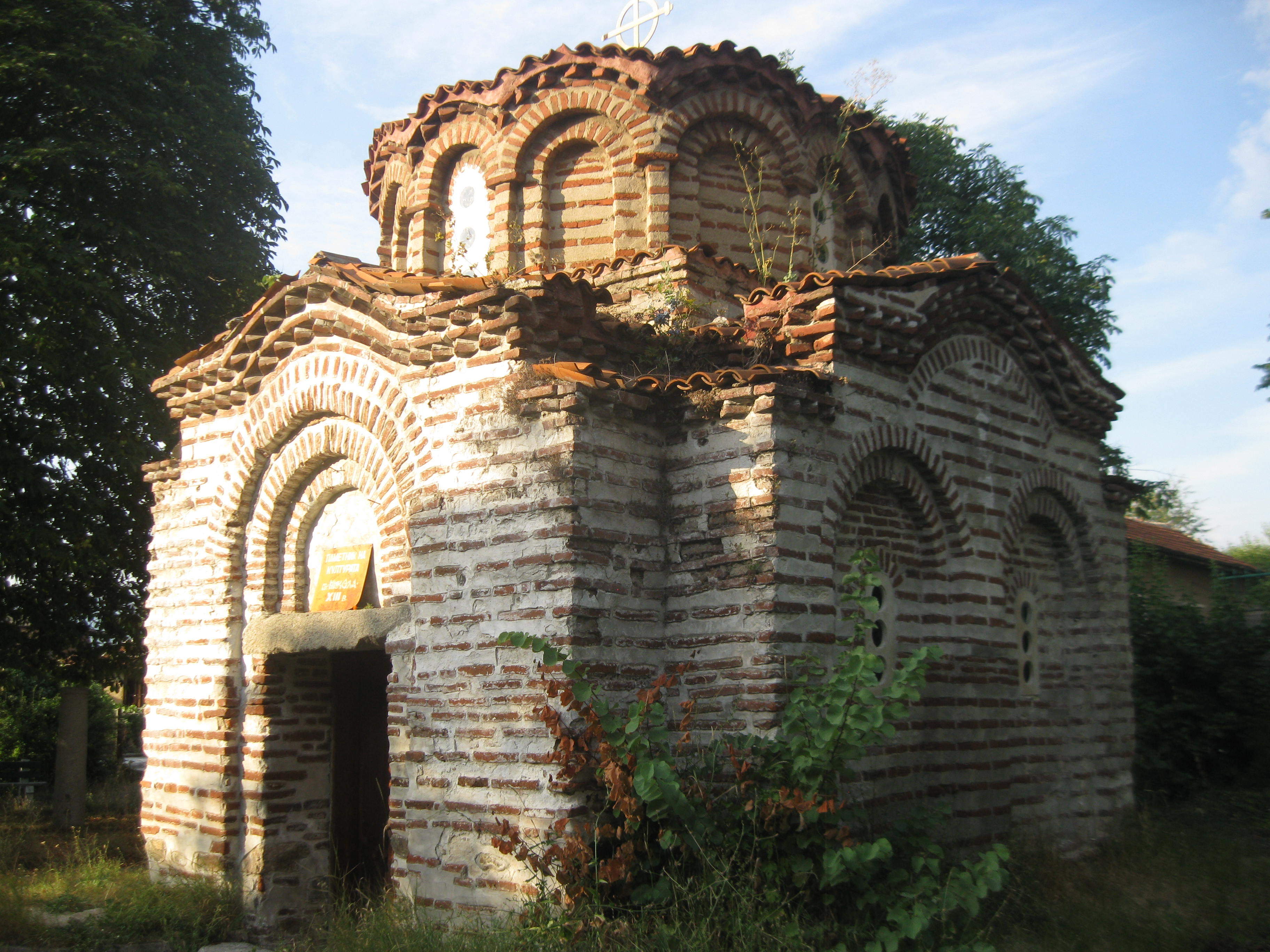
Sint-Nicolaaskerk

- Radka Popova (1974), biatlete